# Wah-wah

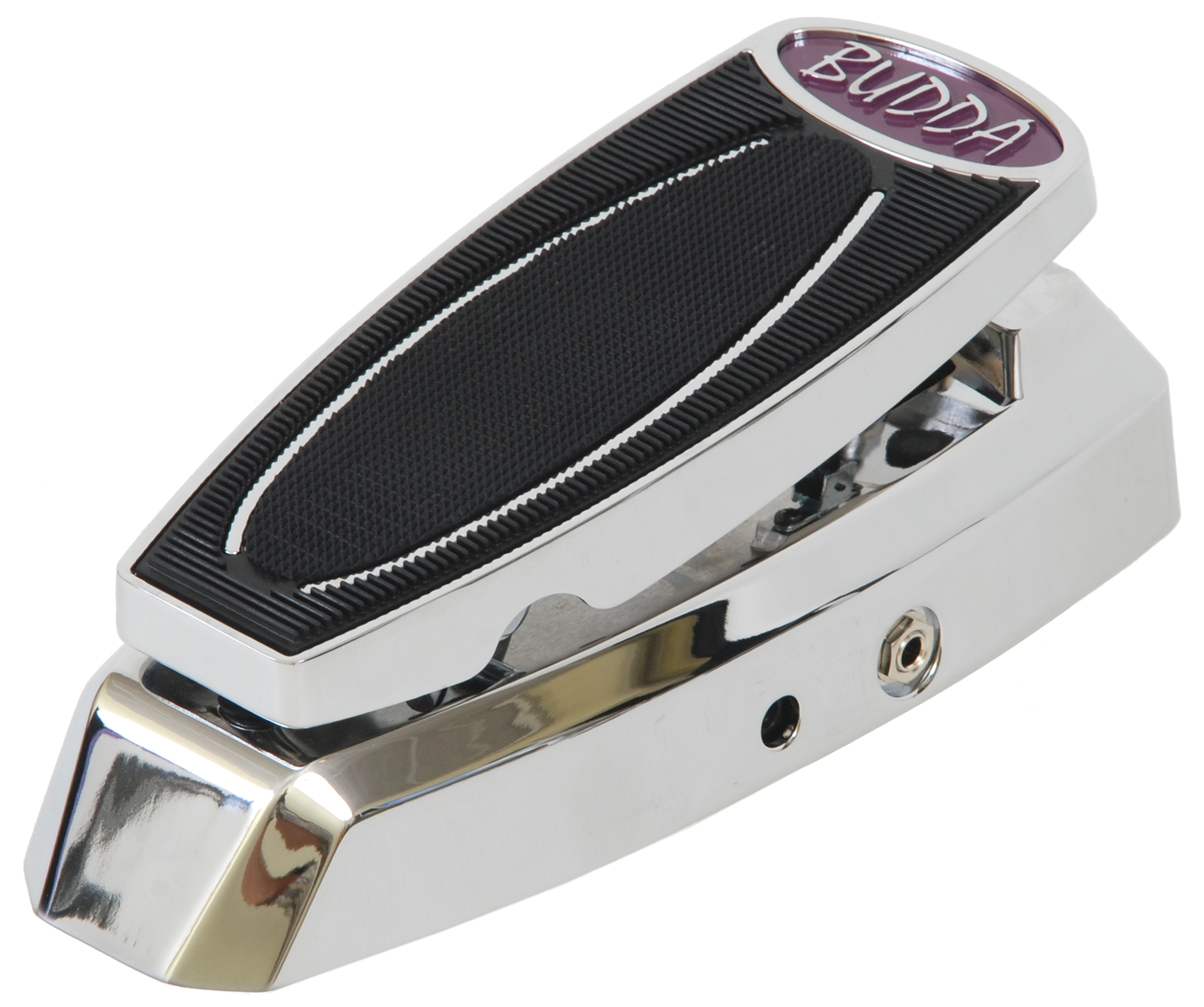
Wah-wah firmy Budda

Wah-wah (lub tzw. kaczka) – podłogowy efekt gitarowy z rodziny pedałów ekspresji do gitar elektrycznych i gitar basowych, charakteryzujący się możliwością zmiany parametrów jego działania w czasie grania, kiedy ręce gitarzysty są zajęte. Wah-wah to filtr obwiedni, w oryginalnej postaci było to urządzenie do regulacji szerokości pasma przenoszenia, dodatkowo jednak urządzenie potrafi wzbogacić brzmienie o charakterystyczny efekt „mówienia” gitary, stąd też nazwa samego efektu.

## Zasada działania

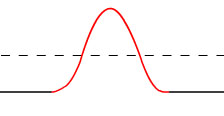
Rys. 1.

Efekty wah-wah różnią się od siebie brzmieniem, mimo tej samej zasady, w myśl której poprzez potencjometr sprzężony z pedałem urządzenia następuje płynna regulacja zakresu częstotliwości pasma które ma zostać podbite.
Urządzenie tworzy pewien formant (Rys. 1. zaznaczony kolorem czerwonym), jest to wyraźne podbicie głośności dla pewnego zakresu częstotliwości dźwięku. Formant ten można przesuwać w zakresie częstotliwości od niskiego pasma aż do tonów wysokich, przy pomocy potencjometru kontrolowanego pedałem w górnej części urządzenia.
Różnice w brzmieniu różnych efektów wah-wah polegają zwykle na tym, że właściwie każdy producent tego typu efektów stosuje inne podbicie głośności (Rys. 1. wysokość czerwonego szczytu wykresu) oraz inny zakres formantu (Rys. 1. szerokość czerwonej części wykresu) oraz wysokości samego wykresu nad normalnym poziomem głośności sygnału są różne.
Pierwotnie efekty nie miały możliwości kontroli tych parametrów, lecz w ostatnich czasach pojawia się na rynku dużo uniwersalnych „kaczek” z możliwością regulacji. Istnieje również coraz więcej osób prywatnych i małych firm zajmujących się modyfikacją pedałów poprzez dodawanie większej liczby pokręteł do regulacji.

## Źródła efektu w innych instrumentach

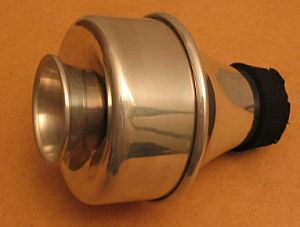
Tłumik do instrumentów dętych

Wah-wah można otrzymać również za pomocą innych instrumentów. Najbardziej charakterystycznym przykładem jest dźwięk trąbki lub puzonu. Odpowiednie tłumiki (sordino) umieszczane u wylotu, pozwalają wydobyć charakterystyczne „łaaa” (stąd też późniejsza nazwa efektu, który osiąga podobne brzmienie), które znalazło swoje zastosowanie w muzyce jazzowej, gdzie często stosuje się instrumenty dęte.
Wah-wah bardzo łatwo można osiągnąć ludzkim narządem artykulacji, na przykładzie próby ciągłego wymawiania samogłoski „a” i jednoczesnego płynnego powiększania i pomniejszania ust.

## Historia
Początki dźwięku typu wah-wah można szacować na późne lata 50. XX wieku, kiedy gitarzyści grający muzykę country podczas gry kręcili potencjometrem Tone gitary. Następnie muzycy zaczęli do tego celu używać pedału głośności firmy Fender, który przy poruszaniu w górę i w dół umożliwiał kontrolę głośności, natomiast ruszając nim odpowiednio w bok, uzyskiwano ten sam efekt jak przy kręceniu pokrętłem Tone przy gitarze, lecz był to sposób znacznie wygodniejszy, gdyż jednocześnie można było grać. Dźwięk ten jednak różni się od dzisiejszego pojęcia wah-wah. Pierwszą firmą, która stworzyła nowoczesny pedał wah-wah była firma Vox, dzięki jej dwudziestopięcioletniemu inżynierowi Bradowi Plunkettowi. Vox dostrzegł w nowym gadżecie duży potencjał i rozpoczął pracę nad seryjną wersją pedału. Clyde McCoy poprosił firmę Vox o zbudowanie urządzenia zdolnego imitować dźwięk tłumionej trąbki przy współpracy np. z instrumentami klawiszowymi. Wkrótce po tym Vox rozpoczął produkcję kaczek pod symbolem V846, które zyskały sobie sympatię grających za sprawą większego podobieństwa do ludzkiego głosu od pedału sygnowanego przez McCoya. Na rynku amerykańskim pedał Wah-wah przyjął się pod nazwą Crybaby. W latach 70. wiele firm, jak np. Morley i Foxx rozpoczęły produkcję własnych modeli wah-wah.

## Rodzaje Wah-wah

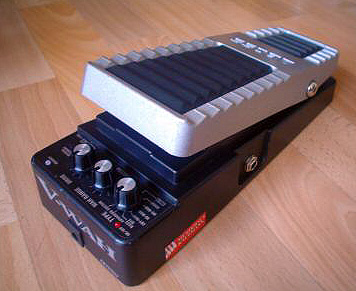
Wah-wah w formie pedału

Efekty wah-wah możemy podzielić na trzy rodzaje:
1. Klasyczny wah-wah, w formie pedału
Jego obsługa opisana jest powyżej - zależnie od wychyleń pedału kontrolujemy pasmo podbijania sygnału. Jest to zdecydowanie najpopularniejsza forma „kaczki”, ze względu na to, że można nią operować dość precyzyjnie, oraz można traktować ją jako filtr górno- lub dolnoprzepustowy. Przykładem tego rozwiązania są kaczki firm Vox i Dunlop.
2. Automatyczne wah-wah (Auto-wah), w formie kostki
Ten rodzaj kaczki nie posiada pedału do jej kontroli, natomiast większość parametrów, jak np. czułość na dynamikę grania ustawiamy pokrętłami. Auto-wah często jest spotykany również w multi-efektach, ze względu na brak pedału ekspresji w niektórych z tych urządzeń. Ceniony jest za bardzo dynamiczną pracę, natomiast nie zawsze spełnia on wymogi gitarzysty co do samej kontroli nad dźwiękiem.
3. Talk-box, w formie kostki
Efekt, oprócz kostki leżącej na podłodze, składa się również ze znajdującego się wewnątrz obudowy głośnika, specjalnej rurki z tworzywa sztucznego i specjalnego mikrofonu. Zarówno rurkę jak i mikrofon przytwierdza się do statywu mikrofonowego, a całego efektu używa się, wsuwając rurkę z tworzywa w kącik ust, a następnie manipulując ustami podobnie jak podczas mówienia czy nawet śpiewania. Jest to możliwe dzięki rurce-falowodowi, która przenosi dźwięk z małego głośniczka wewnątrz efektu wprost do ust gitarzysty, skąd z powrotem wydostaje się na zewnątrz - zależnie od artykulacji gitarzysty - wprost do mikrofonu, który sygnał przesyła do efektu a następnie do dalszych urządzeń/wzmacniaczy.

## Zastosowanie i gatunki muzyczne
Choć wah-wah z powodzeniem można stosować do każdego rodzaju muzyki stał się on jednym z cech charakterystycznych funku, reggae, rocka psychodelicznego i niekiedy jazzu. Zarówno w funku jak i reggae wah-wah wykorzystywany jest najczęściej przy gitarach rytmicznych. Natomiast w przypadku rocka psychodelicznego najczęściej stosowane jest w gitarze solowej.